# Гонич (приповетка)
„Гонич” (енгл. The Hound) је приповетка америчког писца Хауарда Филипса Лавкрафта, написана у септембру 1922. и први пут објављена у часопису Weird Tales у фебруару 1924. године. У овој причи се први пут спомиње Лавкрафтова фикциона књига Некрономикон.

## Радња
Прича почиње тако што се неименовани приповедач спрема да изврши самоубиство. Оплакујући своју судбину, он размишља о догађајима који су га довели до овог тренутка.
Приповедач и његов пријатељ, Сент Џон, су усамљеници са поремећеним интересовањем за пљачкање гробова. Они стално скрнаве крипте и често чувају сувенире својих ноћних експедиција. Пошто бораве у истој кући, у свом подруму постављају неку врсту морбидног музеја. Користећи предмете прикупљене из разних гробова које су опљачкали, њих двојица организују приватну изложбу. Збирку чине надгробни споменици, очувана тела, лобање и неколико глава у различитим фазама распадања. Колекција такође укључује статуе, застрашујуће слике и закључани портфолио увезан у уштављену људску кожу.
Једног дана њих двојица сазнају за један специфичан гроб, што изазива њихово дубоко интересовање: стари гроб на гробљу у Холандији у коме лежи легендарни пљачкаш гробница, онај за кога се каже да је украо, пре много година, „моћну ствар из моћног гроба”. Помисао на ексхумацију последњег почивалишта некадашњег пљачкаша гробница неодољиво им је привлачна. То, као и чињеница да је тело било закопано неколико векова раније, тера их да пређу тако велику удаљеност да би га нашли. Када стигну до старог гробља, примећују далеки лавеж дивовског пса. Они га игноришу и започињу своја ископавања. После неког времена ударају у чврсти предмет у земљи. Чистећи последњу прљавштину са њега, њих двојица откривају необичан и детаљно направљен ковчег. Отварајући ковчег, виде да на неколико места скелетни остаци изгледају искидано и схрвано, као да их је напала дивља животиња, али се цео скелет и даље потпуно препознатљив. У том тренутку примећују амајлију од жада која виси са врата скелета. Они је прегледају и, после извесног посматрања, препознају је као ону која се помиње у „забрањеном Некрономикону лудог Арапина Абдула Алхазреда.” Одмах знају да морају имати амајлију по сваку цену. Уклањају је са скелета и беже у ноћ. Док то чине, поново примећују непрекидан звук завијања пса у даљини.
Након што се врате кући у Енглеску, почињу да им се дешавају необични догађаји. Чудни звуци могу се чути унутар и око њихове куће, укључујући и удаљено завијање које су чули на гробљу. Једне ноћи, Сент Џона напада и убија мистериозно створење, за које приповедач тврди да му је амајлија донела. Он уништава сабласни музеј који су он и његов пријатељ направили, пре него што побегне из куће и отпутује у Лондон. И даље мучен бизарним појавама, он одлучује да мора да врати амајлију правом власнику. Он путује у Холандију, али му је амајлија украдена пре него што успе да је врати. Следећег дана чита у новинама о групи лопова коју је дивљачки убило непознато створење. Полако губећи разум, враћа се у порту цркве и још једном ексхумира ковчег, само да би у њему пронашао костур прекривен крвљу и комадићима меса и косе, како држи изгубљену амајлију у руци. Одједном, костур почиње да завија, истим урликом који га је мучио откако је први пут украо амајлију. Приповедач бежи са гробља, подлежући лудилу и очају. Он наводи да намерава да се убије са револвером, верујући да му је смрт једино уточиште од пузећег ужаса који расте у њему.

## Ктулу митови
„Гонич” садржи неколико референци на Ктулу митове које је Лавкрафт делио са другим писцима хорора. Оно што је најважније, у овој причи се први пут спомиње једна од Лавкрафтових најпознатијих књижевних креација — забрањена књига позната као Некрономикон. Лавкрафт је поменуо њеног аутора годину дана раније, у „Безименом граду”, али је овде први пут дао име књизи. Позивајући се на амајлију пронађену током експедиције пљачке гроба, приповедач прича:
Она је заиста била страна за сву уметност и литературу коју разумни и уравнотежени читаоци познају, али препознали смо је као нешто на шта наговештава забрањени Некрономикон лудог Арапина Абдула Алхазреда; језиви симбол душе култа који једе лешеве неприступачног Ленга, у централној Азији. Веома добро смо ушли у траг злокобним цртама које је описао стари арапски демонолог; цртама, писао је, извученим из неке нејасне натприродне манифестације душа оних који су узнемиравали и мучили мртве.
Референца на „Ленг” је једно од првих помињања овог Лавкрафтовог имагинарног платоа, који се раније појавио у приповеци „Селефаис”. Овде смештен у централној Азији, Ленг је у Лавкрафтовим списима повезан и са Антарктиком и његовим имагинарним Земљама снова.
Вил Мари, проучавалац Лавкрафта, указујући на „полупсеће лице” на амајлији, као и на „култ који једе лешеве” Ленга, сугерисао је да насловно створење из ове приче „вероватно представља рани облик гула кога ће Лавкрафт касније развити.”

## Инспирација
Лавкрафт је 16. септембра 1922. са својим пријатељом Рајнхартом Клајнером обишао реформисану цркву Флетбуш у Бруклину, пишући о овој посети у једном писму:
Око старе гомиле се налази сива црквена порта, са интернацијама које датирају од око 1730. до средине деветнаестог века.... Са једног од трошних надгробних споменика − из 1747 − откинуо сам мали комад да га однесем. Лежи преда мном док пишем − и требало би да сугерише неку врсту хорор-приче. Морам да га ставим испод свог јастука док спавам... ко може да каже шта не би могло да изађе из своје вековне земље да се освети за своју оскрнављену гробницу? А ако дође, ко може да каже на шта не би могло да личи?
Лавкрафт је убрзо након тога написао „Гонича”, користећи као име једног од главних ликова свој надимак за свог сапутника Клајнхарта, „Сент Џон (Свети Јован)”. Гроб који је судбоносно опљачкан у причи налази се у „ужасном холандском црквеном дворишту” — ово се можда односи на цркву Флетбуш која је део Холандске реформисане цркве (иако је прича заправо смештена у Холандију, као и у Енглеску).
Критичар Стивен Џ. Мариконда сугерише да је прича омаж декадентском књижевном покрету уопште, а посебно роману Насупрот Жоржа-Шарла Уисманса, коме се Лавкрафт веома дивио. (Уисманс се у причи помиње по имену, заједно са Бодлером) Попут протагониста из „Гонича”, жртава „разорне муке”, главни лик романа Насупрот пати од „поразне досаде” која га доводи до тога да „замисли и онда се препусти неприродним љубавним везама и изопаченим задовољствима.” Мариконда такође указује на велики дуг који прича прави Едгару Алану Поу, а овај утицај је признат у неколико позајмљених фраза:
Изрази ексхумирана „дугуљаста кутија”, мистериозно „куцање на вратима моје одаје”, и „црвена смрт” коју је донео гонич, све одражавају Поову фразеологију.

## Пријем
Иако је Лавкрафт одабрао „Гонича” као једну од пет прича које је првобитно послао часопису Weird Tales, свом главном професионалном гласнику, касније ју је одбацио као „мртвог пса” и „ђубре”.
Неки критичари деле Лавкрафтово омаловажавање приче; Лин Картер ју је назвао „споредном малом причом” која је „ропски поеска у свом стилу”. Поред тога, прича има своје браниоце; Стивен Џ. Мариконда каже да је „написана полетним, скоро барокним стилом који је веома забаван”, док јој Питер Кенон, рекавши да мора да је написана „барем делимично ироничним језиком”, приписује извесни „наивни шарм”.
Радња приповетке „Његова уста ће имати укус пелина” Попија З. Брајта у великој мери подсећа на ову Лавкрафтову причу, иако је смештена у модерно окружење јужне готичке Луизијане.